# Rogers Centre
Rogers Centre är en multiarena med skjutbart tak för baseboll och fotboll (tidigare även använd för kanadensisk/amerikansk fotboll och basket) i Toronto i Ontario i Kanada. Arenan är hemmaarena för Toronto Blue Jays, som spelar i American League, en av de två ligorna i Major League Baseball (MLB).

## Historia
Kraven på en ny arena i Toronto började redan i november 1982, sedan publiken på finalmatchen i Canadian Football League (Grey Cup), däribland Ontarios premiärminister, på den dåvarande arenan Exhibition Stadium utsattes för stark kyla och regn. Matchen och det eländiga vädret sågs av 7,8 miljoner tv-tittare, vilket var rekord för kanadensisk tv. Under de följande åren undersöktes flera olika alternativ för en ny arena och 1985 utlystes en internationell arkitekttävling.
Arenan, som från början hette SkyDome, började byggas precis intill CN Tower, nära Ontariosjöns strand, i centrala Toronto i oktober 1986 och öppnades i juni 1989, till en byggkostnad av cirka 570 miljoner kanadensiska dollar. Bygget finansierades av både offentliga och privata medel. Arenan är den senaste större arenan i Nordamerika som byggts för både baseboll och kanadensisk/amerikansk fotboll. Toronto Blue Jays och Toronto Argonauts flyttade in i SkyDome från Exhibition Stadium när den var färdigbyggd.
1990 sattes ett nytt publikrekord i MLB när sammanlagt 3 885 284 åskådare kom till SkyDome för att se Blue Jays 81 hemmamatcher.
Sex år efter öppnandet, i november 1995, fick SkyDome en ny hyresgäst i den nybildade NBA-klubben Toronto Raptors. Raptors stannade i arenan till februari 1999. SkyDome var på grund av sin storlek knappast en ideal arena för basket. De som satt på den översta läktarsektionen kunde i princip bara se vad som hände om de tittade på videoskärmarna, eftersom de var så långt från planen.
Det nuvarande namnet Rogers Centre fick arenan den 2 februari 2005 efter att den köpts av Rogers Communications, Blue Jays moderbolag, för 25 miljoner. Stavningen är på kanadensisk engelska Centre, inte Center.
2008–2013 spelade NFL-klubben Buffalo Bills en av sina "hemmamatcher" per säsong i Rogers Centre, i vad som kallades Bills Toronto Series. Det var första gången en NFL-klubb hade haft en "hemmaarena" utanför USA.
2012–2013 spelade Toronto FC några av sina hemmamatcher i arenan. Klubbens normala hemmaarena var dock BMO Field.
Efter 27 säsonger i Rogers Centre flyttade Toronto Argonauts 2016 till BMO Field.

## Ekonomi
SkyDome var från början ett ekonomiskt fiasko. Redan året efter öppnandet konstaterades att arenan hade behövt bokas 600 gånger om året för att gå med vinst. Vinsten första året var 17 miljoner kanadensiska dollar, medan räntan för byggkostnaden var 40 miljoner. 1993 var arenans skuld uppe i 400 miljoner och 1994, efter att skulderna betalts, såldes arenan för det kraftigt rabatterade priset 151 miljoner till ett privat konsortium. I slutet av 1998 var arenan nära konkurs. Orsaken var framför allt att man hade svårt att hyra ut de 161 logerna i arenan. Intresset för Blue Jays och Argonauts var inte på topp och många företag ville hellre ha en loge i Air Canada Centre, Toronto Maple Leafs (NHL) och Toronto Raptors nya hemmaarena, som höll på att byggas i närheten. SkyDome räddades dock från konkurs och såldes i stället för 85 miljoner.

## Kännetecken
Rogers Centres mest intressanta del är det tredelade skjutbara taket. Arenan var den första större arenan i världen med ett fullt skjutbart motoriserat tak. Motorerna som används för att öppna eller stänga det cirka 32 000 m² stora taket utvecklar över 750 hästkrafter, vilket medför en öppnings- och stängningstid på bara 20 minuter. Taket är på sin bredaste del 209 meter brett och är på den högsta punkten 86 meter över spelplanen. När taket är stängt har arenan en volym på 1,6 miljoner m3. Trots att det skjutbara taket skulle kunna möjliggöra gräs i arenan, har man ända sedan öppnandet använt sig av konstgräs.
Rogers Centre kan på bara några timmar anpassas för baseboll, fotboll, kanadensisk/amerikansk fotboll eller konserter. Den nedersta läktarsektionen löper på järnvägsspår och kan därmed lätt skjutas fram och tillbaka.
I Rogers Centre finns även ett hotell med 348 rum, varav 70 har fönster mot spelplanen. Det går att se in i rummen från arenan, vilket ledde till ett par incidenter när arenan var nyöppnad: En gång visades ett par som hade samlag på arenans stora videoskärm och några dagar senare sågs en man onanera i ett fönster. Numera måste gästerna i dessa rum försäkra att de inte kommer att ägna sig åt några sexuella aktiviteter som kan ses från arenan.

## Större evenemang
Arenan var 1989, 1992, 2007 och 2012 värd för finalmatchen i CFL (Grey Cup) samt 1991 värd för MLB:s all star-match. Vidare har världsmästerskapen i friidrott inomhus 1993 och finalen i världsmästerskapen i basket 1994 hållits där samt invignings- och avslutningsceremonierna vid Panamerikanska spelen 2015.

## Konserter
I arenan har hållits konserter med bland andra Metallica, Madonna, U2, Depeche Mode, The Rolling Stones, Simon and Garfunkel, Black Sabbath, AC/DC, Eminem, Janet Jackson och Toronto-invånaren Deadmau5.

## Publikrekord
Alla tiders publikrekord i arenan har World Wrestling Federation, som den 17 mars 2002 drog 68 237 åskådare till WrestleMania X8.

## Fotogalleri

Rogers Centres planstorlek för baseboll.
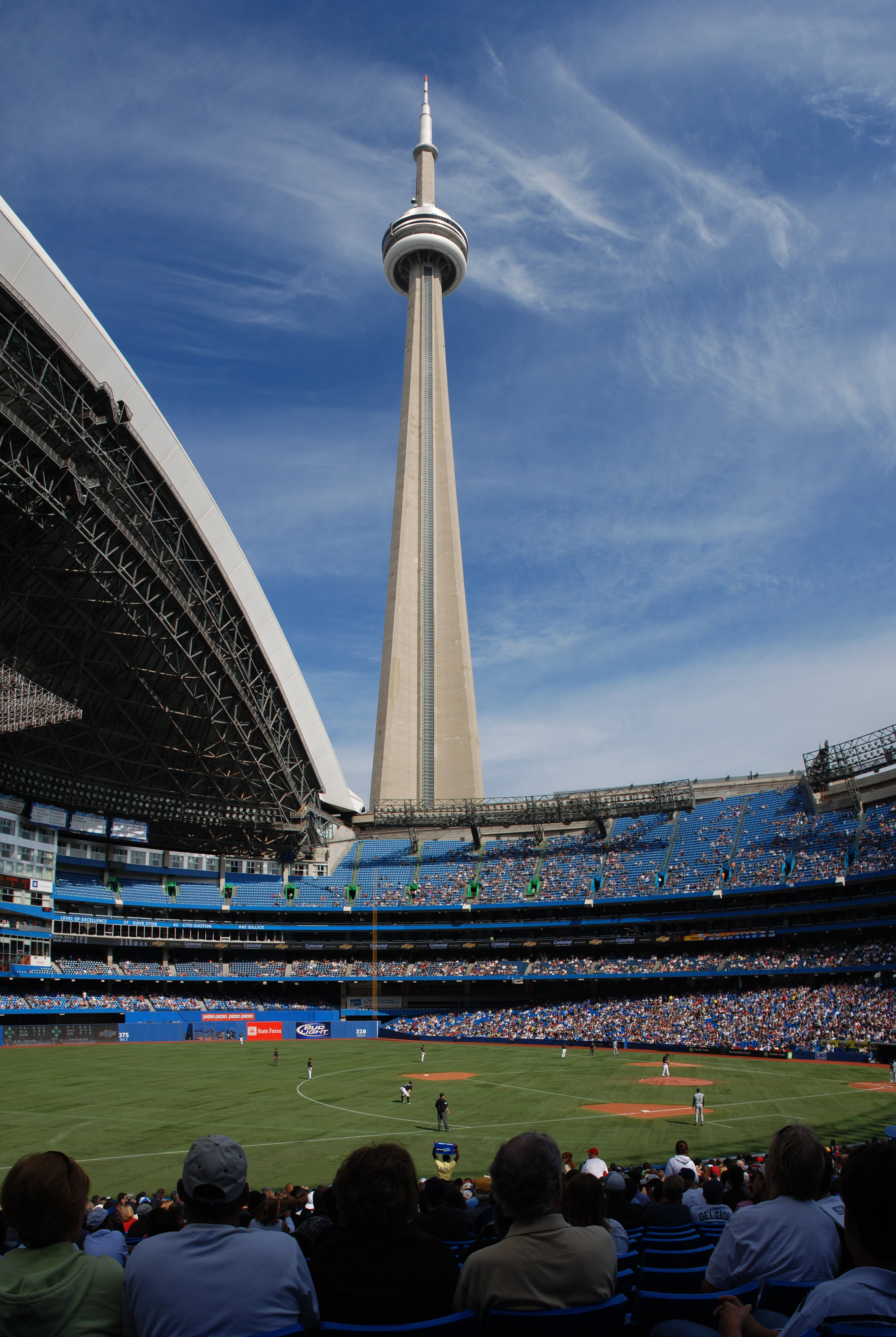
CN Tower sett från Rogers Centre.
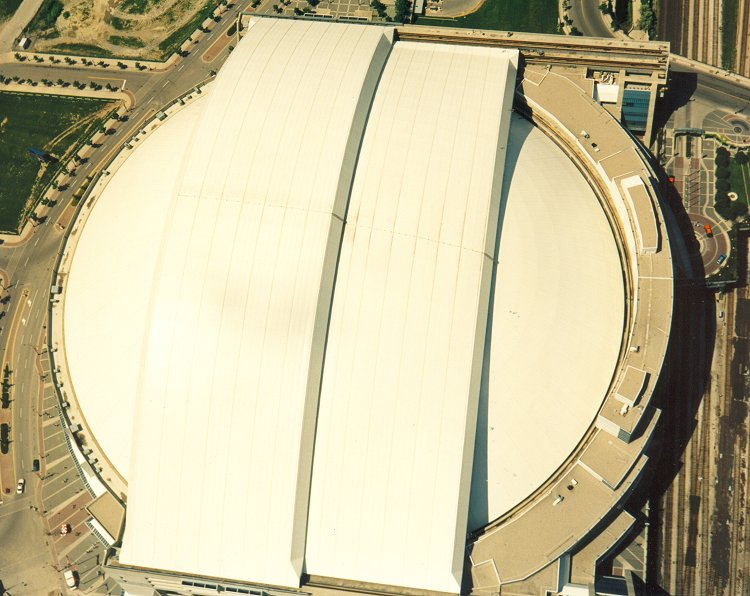
Rogers Centre med taket stängt sett från CN Tower.
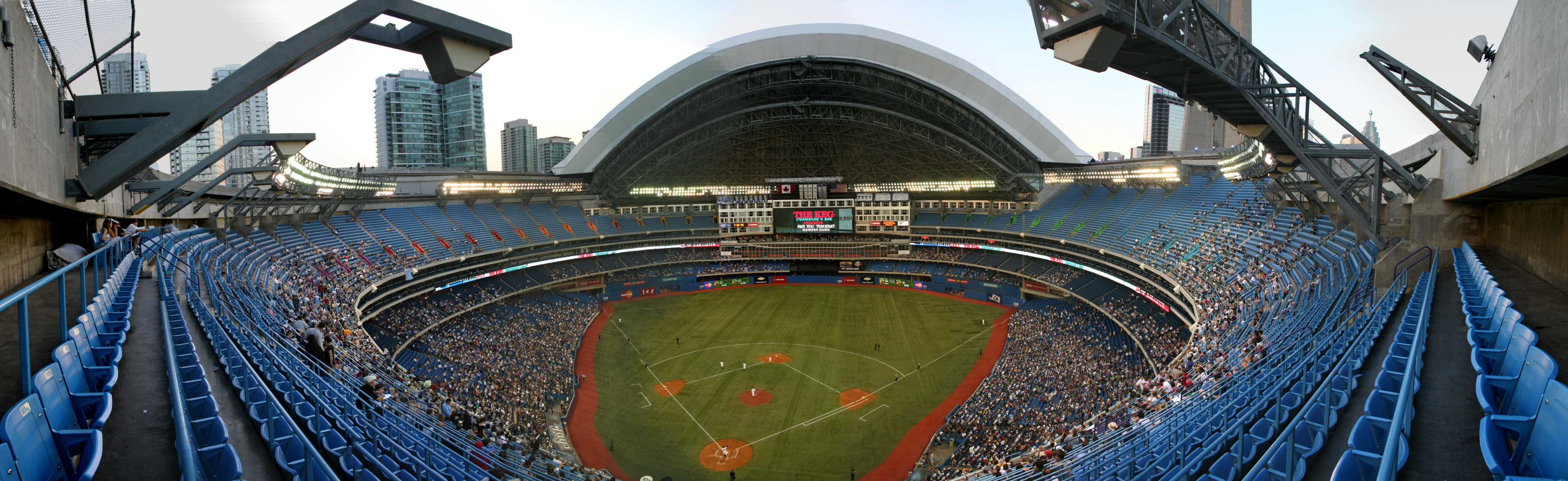
Panoramabild av en Blue Jays-match.